# Cañizo
Para la localidad española, véase Cañizo (Zamora).
Cañizo conjunto de cañas dispuestas paralelamente y amarradas entre sí, con las cuales se construye desde la antigüedad cubiertas, techos, empalizadas y armazones.
Puede estar hecho de caña de bambú o común de río, si es para cubierta del sol puede ser hecha de mitades aligerando la estructura.
La caña común como la de bambú son materiales muy longevos, resistentes a la humedad y a la intemperie, la estructura de sus fibras largas y laminadas para absorber el agua por capilaridad de abajo  arriba y que los rayos solares no la deshidraten son las características que hacen un material natural idóneo para aislar y reforzar techos y tabiques.
La persona que se dedica de forma profesional a la construcción de cañizos se denomina cañicero.